# Wenne!
De Nederlandse rockformatie WENNE! uit Maastricht is ontstaan uit de coverband CC Rider. Naast een groot deel eigen nummers, speelt de band ook covers van onder andere Hothouse Flowers, The Waterboys en David Gray.
In het verleden werkte de band samen met de Ierse singer/songwriter Andy White en speelde in het voorprogramma van de band Rowwen Heze.
In oktober 2006 bracht de band het eerste album, getiteld 'op 't licht' uit. Het album bestaat volledig uit eigen werk. Deels Nederlandstalig deels Engelstalig. Het album is geproduceerd door de eerder genoemde Noord-Ierse singer songwriter Andy White.
WENNE! bestaat uit: Rob Klein Goldewijk (zang en gitaar), Noel Mullers (piano), Ron Bremmers (drums), Paul Wintjens (sologitaar, mondharmonica), Paul PM Smeets (bas)